# ルキアノベナトル
ルキアノベナトル（学名：Lucianovenator、「ルシアーノ(人名)のハンター」の意）は、後期三畳紀約2億1000万年から2億200万年前のノーリアン期からレーティアン期の間に生息し、アルゼンチンから発見されたコエロフィシス科の恐竜の属。
名の由来は、最初に化石を報告したルシアーノ氏にちなんで「ルチアーノのハンター」の意味。種小名のボノイは、記述者の研究に協力した地元の科学権威であるボノイ氏にちなんでいる。2017年に記載された恐竜の一つ。ルキアノベナートル、ルキアノヴェナトル、ルキアノヴェナートルとも。

## 発見
ルキアノベナトルは、アルゼンチンのケブラーダ・デル・バロ層のケブラーダ・デル・ピューマ産地で発見された。ルキアノベナトルのホロタイプは、第3頚椎から第4背椎までの連接された椎骨、仙骨および部分的な骨盤がある。後に3つの標本が発見された。これらには、仙骨および骨盤の一部が含まれる。右脛骨の近位端であるホロタイプPVSJ 10044もルキアノベナトルと同一種の可能性がある。

## 概要

ルキアノベナトルどヒトの大きさの比較

推定全長は約4メートル。ほっそりした体つきに、細長い顎をした、コエロフィシス科の恐竜。素早く動き、足が速かったと考えられている。